# Androcharta rubricincta
Androcharta rubricincta är en fjärilsart som beskrevs av Hermann Burmeister 1868. Androcharta rubricincta ingår i släktet Androcharta och familjen björnspinnare. Inga underarter finns listade i Catalogue of Life.